# Rezolucja Rady Bezpieczeństwa ONZ nr 2633
Rezolucja Rady Bezpieczeństwa ONZ nr 2633 została przyjęta 26 maja 2022 roku.
Rada przedłużyła w niej embargo na broń wobec Sudanu Południowego do 31 maja 2023 r.